# У великом стилу (филм из 2017)
У великом стилу је америчка комедија о крађи из 2017. Редитељ је Зек Браф, а писац је Теодор Мелфи. Римејк истоименог филма из 1979. у ком глуме Морган Фримен, Мајкл Кејн, Алан Аркин, Џои Кинг, Мет Дилон, Кристофер Лојд, Ан-Маргрет и Џон Ортиз, филм прати троје пензионера који планирају да опљачкају банку након што им је исплата пензија отказана.
Премијера филма је одржана у Позоришту Школе Визуелних Уметности 30. марта 2017. године. Филм је у САД објављен 7. априла 2017. године Он је добио различите критике од критичара и окупио у благајни 82 милиона америчких долара широм света на 25 милиона америчких долара долара буџета.

## Прича
Џо, Вили, и Алберт су пензионери и пријатеље целог живота. Током непријатног разговора у банци, Џо је један од сведока пљачке коју су починили троје људи у црним маскама. Током пљачке, он примећује да је вођа пљачке истетовирао монголског ратника на врату, и то је полицији био једини траг да га идентификују. Међутим, лидер саосећа са Џоом, када је Џо сазнао за свој садашњи финансијски положај. Након тога пљачкаши успевају да однесу преко 1,6 милиона долара.
Када је компанија за коју су Џо, Вили и Алберт радили откупљена, њихове пензије су биле замрзнуте на месец дана. Џоа је та вест погодила посебно тешко, јер је након тога сазнао и да ће му за месец дана одузети кућу уколико не плати и да ће због тога он његова ћерка Рејчел и његова унука Бруклин бити бескућници за 30 дана. Вили сазнаје да је смртно болестан од болести бубрега и да му је потребна трансплантација и још је више фрустриран, јер у тренутном финансијском положају може да види уживо ћерку и унуку само једном годишње. Очајан, три пријатеља одлучују да опљачкају банку, који ће да реструктурирају своје пензионе фондове и вратити све што им припада по праву.
Инспирисан својим искуством пљачке, Џо је добио идеју; прво се Алберт и Вили не слажу са њим али се на крају сложе, када су сазнали да њихова банка намерава да украде њихове пензије. Њихов покушај да украду ствари из продавнице, у којој Ени, Алова љубав ради, се завршава комичном катастрофом. Након тога трио се окрене Џоовом бившем зету, Марфију, и након тога, јер Марфи каже како није лопов, криминалцу Хесусу који ради као власник продавнице љубимаца. Трио је испланирао алиби користећи њихов карневал као параван.
Џо, Вили и Алберт су се прерушили у „Рет пек” (Френк Синатра, Дин Мартин и Семи Дејвис млађи) У пљачки су користили пиштоље са ћорцима тако да нико не буде повређен. Пљачка је замало била упропашћена кад се Вили срушио и кад је дете до њега делимично скинуло његову маску и кад је видела да Вили носи сат са сликом своје унуке, тад су Вили и дете до њега почели кратак разговор и тако да се дете не осећа малтретирано у пљачки. Трио је успео да побегне са два милиона долара. Они су убрзо ухапшени под сумњом ФБИ Агента Хамера након што је менаџер из продавнице препознаје Албертов начин трчања са надзорне камера, али сви они имају свој алиби.
Хамер ставља их у ред заједно са осталим старијим осумњиченима, да би им дете сведок рекло кога је видело када је замало скинуло Вилијеву маску. Она одбија да идентификује Вилија, остављајући Хамера без доказа. Вилију је отказао бубрег и близу је смрти све док Ал није одлучио да му донира бубрег. Док се део новца користи да помогне три пријатеља са своје финансијске ситуације, остатак је дат њиховим породицама, пријатељима, колегама и осталим пензионерима у јавној кухињи за пензионере. Џо, коначно даје његовој унуци штене које јој је он обећао да ће јој, ако она добије петицу на сваком предмету у школи; љубазност Хесуса, за кога је касније Џо открио да је био вођа пљачке са почетка филма. Филм се завршава на Аловом и Енином венчању, док и три пријатеља славе своју срећу.

## Улоге
- Морган Фримен, као Вили Дејвис, један од три протагонисте.
- Мајкл Кејн, као Џо Хардинг, један од три протагонисте.
- Алан Аркин, као Алберт Гарнер, један од три протагонисте.
- Џои Кинг, као Бруклин,[1] Џоова паметна унука.
- Марија Дизија као Рејчел Хардинг, Џо ћерка.
- Мет Дилон у улози специјалног агента Хамер, агент ФБИ-ја, који истражује пљачку банке.
- Ен-Маргрет, као Ени Сантори, Албертова љубав.
- Кристофер Лојд као Милтон Купчак, сенилни друг Вилија, Алберта и Џоа
- Анабел Чау као Луси, дете-сведок.
- Кенан Томпсон, као Кит Шонфилд, менаџер продавнице.
- Сиобан Фалон Хоган, као Мици, конобарица у Нетовом ресторану.
- Џон Ортиз, као Хесус Гарсија, човек неодређеног круга овлашћења, који се слаже да помогне момцима око пљачке.
- Питер Серафинович, као Марфи, Џоов бивши зет, Рејчелин бивши муж, и Бруклинин отац.

## Производња
Дана 12. октобра 2012. године, најављено је да Њу лајн синема и Варнер Брос развијају римејк комедије из 1979. о крађи, са Теодором Мелфијем као писцем Доналд де лине је требало да напише филм са Тонијем Билом, продуцентом оригиналног филма. Мелфи је пришао Де Лину и Ендруу Хасу док су писали сценарио за римејк, али Мелфи је инсистирао на промени завршетака на нешто са више оптимизма. Мелфи је објаснио: "У модерном добу, па чак и за мене, ја не желим да гледају филм, где хероји, за које сам се борио два сата, умру или оду у затвор. Ја желим да их видим како побеђују, и то на идеалан начин ових дана, јер сви мрзе банке. Па хајде да им направимо савршену пљачку. Они су рекли :,, Да, хајде да то урадимо, а то је како ова скрипта рођена".
Дана 9. јануара 2013, Дон Скардин био ангажован да буде режисер филма. 19. септембра 2013, Мелфи, који је написао сценарио води преговоре, да усмери филм. 19. новембра 2014. године постало је познато да је Зек Брафф је водио преговоре са студију, да усмери филм, али он није био званично предложили још. на 19. новембра 2014. године, најављено је да је Морган Фримен и Мајкл Кејн су бачени у филму играју главне улоге, док Дастин Хофман је био на преговорима, да им се придруже. 9. април 2015, Алан Аркин придружио одсјај филма да се заврши у литом олово од три. 3. августа 2015, Јоеи Кинг придружио одсјај у филму играју Пупољак карактер унука. 10. август 2015, Мет Дилон је додат у глумачкој да игра агент ФБИ по имену Хамер, следила три старије старе пријатеље и пљачкаша. у исти дан, Анн-Маргрет је био бачен у филму на неодређено улогу.
Главне снимање филма почело је у Бруклину, Њујорк, 3. август 2015. Снимање је такође одржана у Асторији,  Квинс.

## Објављивање
Филм У великом стилу је објављен 7. априла 2017, да Варнер Брос преселили су се из оригиналне 6. маја 2016 Датум.

### Каса
У великом стилу је окупио у благајни 45 милиона долара само из САД и Канаде и 39,6 милиона долара из осталих држава широм света. Филм је укупно добио 84,6 милиона долара.
У Северној Америци филм је објављен заједно са филмовима Штрумпфови:Изгубљено село и дела Христа, и, према прогнозама, зарадио је око 8 милиона долара од 3,061 биоскопима у првог викенда кад је приказан.

### Критике
На сајту трули парадајз, филм има рејтинг 46% на основу 134 критике, са просечном оценом 5.3/10. Сајт критичког консензус гласи: "без обзира на значајне таленат га води, ће бити у стилу - то је светлост се смеје и игра га сигурно превише често." на сајту метацритиц, који именује нормализована рејтинг, филм има оцену 50 од 100, на основу 31 критичара, указујући да "мешовити или средњем критике". публика је интервјуисао агенције CinemaScore дали филм просечну оцену "+" Са А+ до Ф скала.